# Dysauxes quadrioculata
Dysauxes quadrioculata är en fjärilsart som beskrevs av Johann August Ephraim Goeze 1783. Dysauxes quadrioculata ingår i släktet Dysauxes och familjen björnspinnare. Inga underarter finns listade i Catalogue of Life.